# ORFS

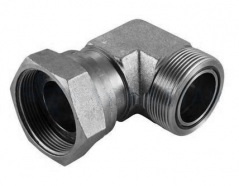
ORFS-anslutning, 90° vinkel, hane med o-ring och hona med plan kontaktyta.

ORFS (O-Ring face seal) är en utformning av nipplar som använder sig av UNF-gängor samt o-ring i kombination för tätning. Denna typ av nippel används främst i USA och inom hydraulik. ORFS utformas enligt standarderna ISO 8434-3 alternativt SAE J1453.

## Utformning
ORFS-kopplingar har fördelaktigare utformning för att minska läckage jämfört med "metall-metall"-kopplingar. "Metall-metall"-kopplingar kräver högre noggrannhet gällande åtvridning och då sådan kopplingar monteras finns större sannolikhet för skadade gängor och sprickor. ORFS-kopplingar har tack vare o-ringens flexibilitet inte lika höga krav på noggrannhet. O-ringen kan då ta upp rörelser från vibration, termisk variation och laster. O-ringarna är enligt standard om annat inte begärs.

## Tryckklasser
Beroende på gängans storlek kan nippeln hantera olika arbetstryck, vilka beskrivs i tabellen nedan.
| Gänga         | Rak (MPa) | Vridbar (MPa) |
| ------------- | --------- | ------------- |
| 9/16-18 UNF   | 41,3      | 41,3          |
| 5/8-18 UNF    | 41,3      | 41,3          |
| 11/16-16 UN   | 41,3      | 41,3          |
| 13/16-16 UN   | 41,3      | 41,3          |
| 1-14 UNS      | 41,3      | 41,3          |
| 1 3/16-12 UN  | 41,3      | 41,3          |
| 1 7/16-12 UN  | 41,3      | 34,5          |
| 1 11/16-12 UN | 27,5      | 27,5          |
| 2-12 UN       | 27,5      | 20,7          |